# Alexys Brunel
Alexys Brunel (Boulogne-sur-Mer, 10 de octubre de 1998) es un ciclista profesional francés que compite con el equipo Team TotalEnergies.

## Trayectoria
En julio de 2018 fue confirmado como uno de los stagiaires del Groupama-FDJ a partir del mes de agosto, teniendo así su primera toma de contacto con el ciclismo profesional.
En 2019 debutó como profesional tras firmar con el equipo continental del propio Groupama-FDJ. En el mes de agosto, como en el año anterior, volvió a convertirse en stagiaire del Groupama-FDJ. En septiembre se hizo oficial que permanecería en el equipo del WorldTour a partir de 2020. En octubre lograría imponerse en solitario en la París-Tours sub-23.
Tras dos años en el conjunto francés, en los que ganó una etapa de la Estrella de Bessèges, se marchó al UAE Team Emirates. En este equipo estuvo unos meses, ya que el 22 de junio de 2022 anunció su retirada con 23 años. Sin embargo, unas semanas después se unió a un equipo amateur de Guadalupe.
En 2023 fichó por el Dunkerque Grand Littoral, pero no compitió en ninguna carrera y se dedicó al triatlón. Al año siguiente participó en pruebas de grava y en 2025 regresó al profesionalismo con el equipo Team TotalEnergies.

## Palmarés
2019
- París-Tours sub-23

2020
- 1 etapa de la Estrella de Bessèges

2021
- 3.º en el Campeonato de Francia Contrarreloj

2022
- 1 etapa del Tour de Guadalupe

2025
- Gran Premio Jean-Pierre Monseré

## Equipos
- Groupama-FDJ (stagiaire) (2018)[1]
- Groupama-FDJ Continental Team (2019)
- Groupama-FDJ (stagiaire) (2019)[1]
- Groupama-FDJ (2020-2021)
- UAE Team Emirates (2022)[2]
- Team TotalEnergies (2025-)